# AP-1 (транскрипционный фактор)
АР-1 (activating protein-1 в  переводе на русский: активирующий белок-1) - это собирательный термин, относящийся к гетеродимерным факторам транскрипции, состоящим из субъединиц семейства белков Jun (c-Jun, JunB, и JunD) и семейства белков Fos (c-Fos, FosB, Fra1, и Fra2). Помимо этого гетеродимерные комплексы с белками AP-1 (преимущественно с белками Jun) могут образовывать некоторые члены подсемейств ATF (Activating transcription factor в  переводе на русский: активирующих факторов транскрипции), а также выступающие в качестве репрессора AP-1 белки JDP (JDP-1 и JDP-2), которые связываются с общим сайтом ДНК, сайтом связывания АР-1.
Являясь пионерным транскрипционным фактором AP-1 играет важную роль в клеточной пролиферации, трансформации, старении и гибели.
Жизненно важную роль в активации генов-мишеней АР-1, тем самым способствуя выживанию клеток при ответе на стресс играет белок TAp73 (который структурно и функционально гомологичен p53, но, по-видимому, также обладает рядом свойств, отличных от р53, которые могут быть связаны с различной специфичностью к промотору). В частности, TAp73 активирует рост клеток путем прямого связывания с c-Jun на промоторах-мишенях AP-1, что приводит к увеличению их доступности для других членов семейства AP-1.